# Peter Tunner

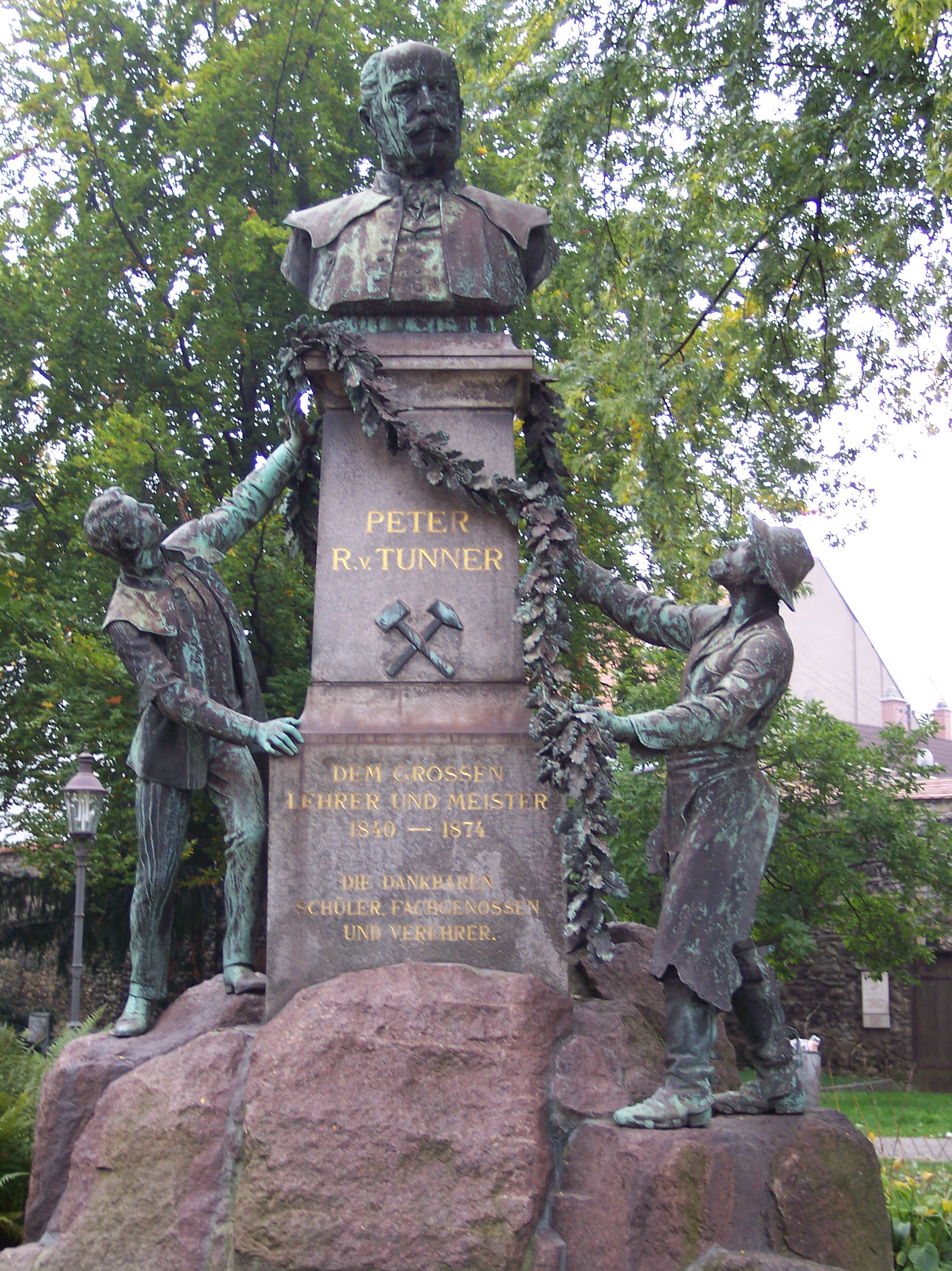
Minnesmärke över Tunner i Leoben

Peter Ritter von Tunner, född 10 maj 1809 i Deutschfeistritz, död 8 juni 1897 i Leoben, var en österrikisk metallurg, pionjär inom bergsbruket i Steiermark. 
Efter ha varit järnarbetarlärling studerade han vid Polytechnikum i Wien. År 1832 blev han föreståndare för den då nyligen inrättade stångjärnsmedjan i Katsch vid Murau. År 1835 blev han på förslag av ärkehertig Johann professor i gruv- och hyttkonst vid Joanneum i Graz (föregångare till tekniska universitetet i Graz), men återvände snart till Obersteiermark, där han 1840 blev den första direktorn för Steiermärkisch-Ständischen Montanlehranstalt i Vordernberg, vilket under hans ledning 1848 flyttades till Leoben. Han behöll denna befattning till pensioneringen 1874. 
Det var Tunner som införde först bessemerprocessen (1863) och senare martinprocessen i Österrike-Ungern. Genom litterär verksamhet och föreläsningar i Uralbergen 1870 och i USA 1876, vann han internationellt erkännande och invaldes i svenska Vetenskapsakademien 1874. Han var utgivare av "Berg- und hüttenmännischen Jahrbuchs" 1841-66. Åren 1867-74 var han även ledamot Steiermarks lantdag och riksråd. 